# Jelena Borissowna Misulina

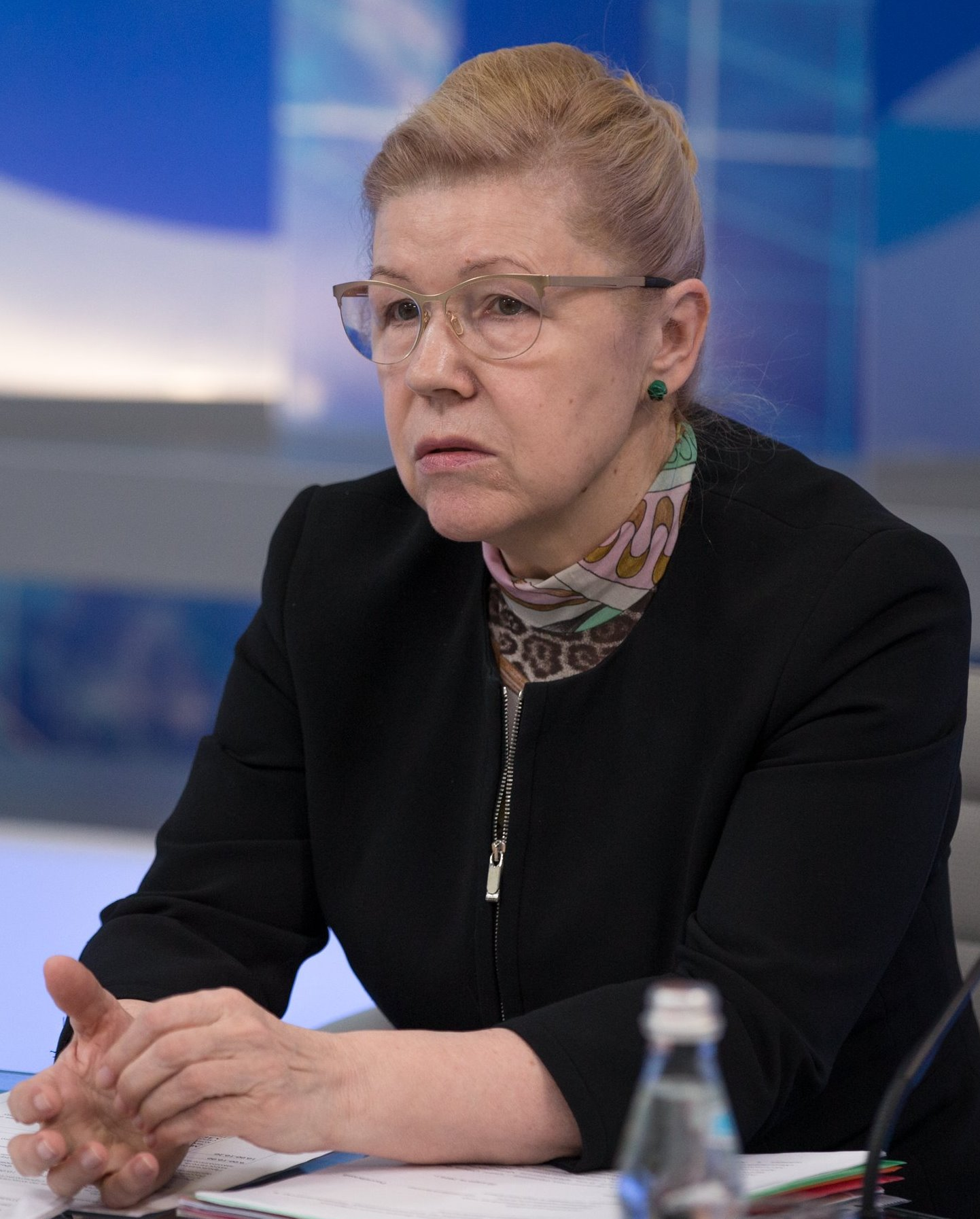
Jelena Misulina (2016)

Jelena Borissowna Misulina (russisch Елена Борисовна Мизулина, wiss. Transliteration Elena Borisovna Mizulina; * 9. Dezember 1954 in Bui) ist eine russische Politikerin der Partei Gerechtes Russland. Sie ist ehemalige Vorsitzende des Duma-Ausschusses für Angelegenheiten von Familien, Frauen und Kindern (2011 – 2015) und ehemaliges Mitglied im Oberhaus des Russischen Parlaments (Senat) für das Gebiet Omsk (2015 – 2023). Misulina gilt u. a. als Urheberin des russischen Anti-Homosexualitäts-Gesetzes (Gesetze gegen „homosexuelle Propaganda“) und des Gesetzes zur Entkriminalisierung häuslicher Gewalt in Russland.

## Leben
Misulina studierte Rechtswissenschaften an der Staatlichen Universität Jaroslawl. Dort promovierte sie im Jahr 1983. Zwischen 1992 und 1995 war sie Dozentin, später Professorin an der Staatlichen Universität Jaroslawl. Misulina engagierte sich politisch im Laufe ihres Lebens in mehreren Parteien, unter anderem in der Partei „Jabloko“ und der Union rechter Kräfte. Misulina war von 2007 bis zu ihrem Wechsel in den Föderationsrat im Jahr 2015 Abgeordnete in der russischen Duma für die Partei Gerechtes Russland.
Misulina ist verheiratet und hat zwei Kinder. Jekaterina Misulina ist ihre Tochter.

## Tätigkeiten und Positionen
1993 ging Misulina in die Politik und wurde als Mitglied des Wahlbündnisses "Wahl Russlands" (Выбор России) in den ersten Föderationsrat der Russischen Föderation gewählt. Im Jahr 1995 schloss sie sich Partei "Jabloko" an und wurde im selben Jahr als Abgeordnete in die Duma der zweiten Einberufung gewählt. 2001 verließ Misulina die "Jabloko" und wechselte zur "Union der rechten Kräfte".
Im Jahr 2012 verabschiedete die Duma ein Gesetz, dessen Idee von Misulina stammt und schärfere Kontrollen des Internets zum Inhalt hat; es erlaubt die Abschaltung von Netzbetreibern, wenn sie Webseiten nicht löschen, die die staatliche Überwachungsbehörde auf die schwarze Liste gesetzt hatte.
2013 verabschiedete der von ihr geleitete Familienausschuss der Duma die „Konzeption einer Strategie der Familienpolitik bis 2025“. Sie sieht unter anderem Geldstrafe bei Scheidungen und verschärfte Restriktionen bei Abtreibungen vor. Außerdem wurde die russisch-orthodoxe Kirche enger in die Familiengesetzgebung eingebunden. Ehe versteht sie laut einem unter ihrer Leitung entstandenen Papier zur Familienpolitik „ausschließlich als Union zwischen einem Mann und einer Frau …, die mit dem Ziel geschlossen wird, sich fortzupflanzen, drei und mehr Kinder zur Welt zu bringen und zu erziehen“. Sie war treibende Kraft des international scharf kritisierten Gesetzes der Russischen Föderation gegen homosexuelle „Propaganda“. Misulina lehnt die rechtliche Gleichstellung homosexueller Partnerschaften ab. Sie fordert, dass gleichgeschlechtlichen Paaren die Kinder entzogen werden dürfen. Im selben Jahr stimmte Misulina für ein Verbot der Adoption russischer Kinder durch amerikanische Staatsangehörige.
Am 23. November 2013 war sie eine von mehreren russischen Referenten der Konferenz „Für die Zukunft der Familie“ des inzwischen in Deutschland verbotenen rechtsextremen Magazins Compact. Während ihres Vortrags sagte sie, es gebe keine Gewalt gegen sexuelle Minderheiten in Russland. Ihr Vortrag wurde von einem Aktivisten der Quarteera-Organisation gestört, der ihr vorwarf, Homophobie wie in Russland europaweit salonfähig machen zu wollen.
Im Zuge der völkerrechtswidrigen russischen Annexion der Krim, die laut Misulina für Russland „völkerrechtlich überhaupt kein Problem“ darstellt, wurde sie im März 2014 als eine von mehreren Abgeordneten der russischen Duma auf die Sanktionsliste der EU, der Vereinigten Staaten und Kanadas gesetzt. Misulina kritisierte, die USA wollten lediglich die „Wiedergeburt Russlands“ stoppen.
Anfang 2017 billigte die Duma in Zweiter Lesung ein von Misulina gemeinsam mit ihrer Mitstreiterin Olga Batalina eingebrachtes Gesetz zur „Entkriminalisierung“ von häuslicher Gewalt. In dem Entwurf dazu bezeichnete sie die derzeitige Gesetzgebung als „absurd“ und forderte, das Gesetz zu ändern, sodass für diese keine Gefängnisstrafe mehr drohe, solange sie nur zu „blauen Flecken oder Schürfwunden“ und keinen ernsthaften Gesundheitsschäden führt. Die Entkriminalisierung würde laut Misulina „die Familien vor einer ungerechtfertigten Einmischung schützen“ und die „traditionelle Familie“ stärken. Frauenrechts- und Menschenrechtsaktivisten reagierten empört und kritisierten die ohnehin sehr lasche Gesetzgebung und die schwache Auslegung des Rechts. Am 27. Januar 2017 wurde der Entwurf von der Duma in dritter, abschließender Lesung gebilligt. Es trat mit der Unterschrift von Präsident Putin am 7. Februar 2017 in Kraft.